# Inseminação artificial em cães
A inseminação artificial é uma biotécnica utilizada na Medicina Veterinária para reproduzir cães por motivos variados, dentre estes, os fatores comportamentais (ex. quando a cadela não permite a cobertura do macho), tentativas de acasalamento no momento errado e a incompatibilidade anatômica entre o macho e a fêmea (ocorre freqüentemente em algumas raças, como por exemplo em Buldogue Inglês), têm destaque na prática da clínica reprodutiva de pequenos animais. A primeira inseminação artificial documentada foi realizada em cães, por Lazzaro Spallazani, no século XVIII.
A biotécnica consiste na deposição do sêmen do macho no trato reprodutor da fêmea durante a fase do ciclo estral denominada "estro". Uma das particularidades inerentes à inseminação artificial em cães está ligada ao momento da inseminação, que deve ser determinado por um médico veterinário.
O método de coleta de sêmen mais utilizado para o cão é a massagem digital, por ser um método relativamente simples de ser aplicado na clínica veterinária ou nos atendimentos veterinários em criatórios particulares. Existem outros métodos de coleta de sêmen como a vagina artificial (pouco utilizada) e a eletro-ejaculação (método aplicado apenas em pesquisas de base para a conservação de canídeos selvagens).
O sêmen utilizado para a inseminação, pode ser fresco (ou in natura), resfriado (5 °C) ou congelado (-196 °C). O método de manipulação do sêmen vai depender da necessidade, entretanto, o sêmen resfriado permite o transporte de um canil a outro, evitando o estresse de viagem aos reprodutores e que o processo de criopreservação mantém os espermatozoides caninos viáveis por um tempo indeterminado.
Os índices de fertilidade (número de filhotes) obtidos pela inseminação artificial com sêmen fresco ou resfriado estão bem próximos daqueles obtidos pela monta natural (quando o cão macho é quem cobre a cadela) e podem variar de animal para animal. Entretanto, quando o sêmen congelado é utilizado, os índices de fertilidade são menores, pois o processo de congelamento reduz a população de espermatozoides viáveis em pelo menos 50%.
A gestação da cadela inseminada artificialmente tem a mesma duração de uma gestação obtida mediante a monta natural, ou seja, aproximadamente 2 meses.